# Сан-Мільян-де-ла-Коголья
Сан-Мільян-де-ла-Коголья (ісп. San Millán de la Cogolla) — муніципалітет в Іспанії, у складі автономної спільноти Ла-Ріоха. Населення — 293 осіб (2009).
Муніципалітет розташований на відстані близько 220 км на північ від Мадрида, 38 км на південний захід від Логроньйо.

## Демографія
Динаміка населення (INE ):

## Галерея зображень

Розташування муніципалітету